# Burgdorf (distrikt)
Burgdorf var till och med 2009 ett amtsbezirk i kantonen Bern i Schweiz. Vid förvaltningsreformen år 2010 inordnades Burgdorf i Verwaltungskreis Emmental som är en del av Verwaltungsregion Emmental-Oberaargau.

## Kommuner
Burgdorf var indelat i 24 kommuner:
- Aefligen
- Alchenstorf
- Bäriswil
- Burgdorf
- Ersigen
- Hasle
- Heimiswil
- Hellsau
- Hindelbank
- Höchstetten
- Kernenried
- Kirchberg
- Koppigen
- Krauchthal
- Lyssach
- Mötschwil
- Niederösch
- Oberburg
- Oberösch
- Rüdtligen-Alchenflüh
- Rumendingen
- Rüti bei Lyssach
- Willadingen
- Wynigen